# Louis Jurine
Louis Jurine (Genève, 6 februari 1751 – Chougny, 20 oktober 1819) was een Zwitsers arts, chirurg en entomoloog.
Jurine werd geboren in Genève en hij studeerde chirurgie in Parijs en al snel verwierf een grote reputatie voor zijn expertise. Hij studeerde anatomie, chirurgie en zoölogie aan de Académie Nationale de Médecine. 
Hij richtte ook een kraamkliniek op in 1807 en werd bekroond voor zijn werk over de gassen van het menselijk lichaam, kunstmatige voeding van zuigelingen, en Angina pectoris.
Als natuuronderzoeker, signaleerde hij voor het eerst dat het gehoor een belangrijke rol heeft bij de navigatie van vleermuizen in het donker. In 1941 werd dat bevestigd, na de ontdekking van ultrageluid. Hij was verzamelaar van mineralen, insecten en vogels en had een grote collectie. Met de hulp van zijn dochter Christine ontwikkelde hij een classificatiemethode voor 'de vliesvleugelige insecten aan de hand van de vleugeladering. Hij was ook een van de eersten in het beschrijven zoöplankton en maakte een inventaris van vissen uit het meer van Genève.
Zijn collectie van mineralen, van uitzonderlijke rijkdom, werd overgenomen door de Sorbonne. Een deel van zijn insectencollectie is te vinden in het Natuurhistorisch Museum van Genève .

## Werken
- Nouvelle méthode de classer les Hyménoptères et les Diptères. Hyménoptères. Genève (J.J. Paschoud) 1807. PDF
- Observations sur les ailes des hyménoptères. Mem. Accad. Sci. Torino 24 (1820): 177–214.
- Histoire des monocles, qui se trouvent aux environs de Genève. I-XVI, 1-260, 22 plates, Genève (J.J. Paschoud) 1820. PDF

- Bibliothèque nationale de France: cb13513990n (data)
- Gemeinsame Normdatei: 117659886
- Historisch woordenboek van Zwitserland: 014426
- International Standard Name Identifier: 0000 0001 1884 0057
- Library of Congress Control Number: nb2001003657
- Nationale Bibliotheek van Tsjechië: xx0051482
- Nationale bibliotheek van Australië: 35396214
- Nederlandse Thesaurus van Auteursnamen: 16656950X
- Réseau des bibliothèques de Suisse occidentale: 02-A000096229
- LIBRIS: 267004
- Système universitaire de documentation: 034717552
- Trove: 938008
- Virtual International Authority File: 123286
- WorldCat: E39PBJbWqR77yBj33Dj3rxwpyd